# Carex qiyunensis
Espèce
Classification phylogénétique
Carex qiyunensis est une espèce des plantes du genre Carex et de la famille des Cyperaceae.